# Lothar Hartmann
Lothar Hartmann (* 13. Februar 1908 im hessischen Villmar; † 29. Oktober 1973 in der Nähe von München) war ein deutscher Rundfunkjournalist.

## Leben
Nach Kriegsende 1945 hat Lothar Hartmann als Programmchef, zusammen mit Friedrich Bischoff als Intendanten, den Südwestfunk in Baden-Baden aufgebaut und in wenigen Jahren zu einem der am meisten beachteten deutschen Sender gemacht. Bis zum Jahr 1964 war er dort Programmdirektor Fernsehen und stellvertretender Intendant. Am 22. Mai 1964 wurde er von den Intendanten der ARD als Nachfolger von Karl Mohr zum neuen hauptamtlichen Koordinator des Deutschen Fernsehens mit Sitz in München berufen und erhielt kurz darauf den Titel Programmdirektor Deutsches Fernsehen. Sein Amtsnachfolger beim SWF wurde 1965 Günter Gaus. Vom 1. Juli 1965 bis zum 30. Juni 1973 war er Programmdirektor des deutschen Fernsehens. Er starb am 29. Oktober 1973 an einem Herzinfarkt.